# Одред војне полиције „Кобре”
Одред војне полиције специјалне намене „Кобре” јесте јединица војне полиције Војске Србије, која је одговорна за противтерористичка дејства, специјалне операције, блиску заштиту високих војних и цивилних политичких лица који представљају државу. Понекад се додељују и високим иностраним делегацијама којe бораве у Србији ако то безбедносном провером прилике захтевају њихово ангажовање.

## Историја
Јединица је основана по наредби савезног секретара за народну одбрану генерала армије Николе Љубичића 14. априла 1978. године. У почетку формирана као оделење имала је само 13 припадника (1 официр и 12 подофицира) који су селектовани по специјалним критеријумима наведених у наредби. Ово оделење је припадало 282. батаљону војне полиције. Временом број припадника је порастао а 1985. године, антитерористичко оделење прераста у вод и под командом је Гардијске бригаде. Поред антитерористичке намене јединица преузима улоге обезбеђивање високих државних и војних личности. Тада су припадали 1. батаљону Војне полиције при Гардијској моторизованој бригади. Распадом Југословенске народне армије и реорганизацијом Војске Југославије, ова јединица је од 1992. године у саставу Корпуса Специјалних јединица. Као самостална и антитерористичка јединица у рангу одреда је од 2000. године и тада јој додељен са препознатљиви симбол крилата кобра. У ратовима у бившој Југославији, Кобре су се бориле са британским САС-ом, америчким маринцима и француском легијом странаца. Само један члан је погинуо у борби са британским САС-ом. Од 2007. године ова јединица је директно подређена Генералштабу и Управи војне полиције. Јединица се састоји од 200 чланова и такође одговорна за блиску заштиту начелника генералштаба, министра одбране и председника Републике Србије. Такође се додељују на обезбеђивању високих страних званичника који су у посети Србији. Кобре су најбоље специјалне јединице Србије и једне од најбољих обучених специјалних снага у Европи. Од 2013. године, у „Кобрама” су у великој мери заступљене и жене.  Јединица је 20. октобра 2020. године прерасла из батаљона у одред који је непосредно потчињен начелнику Генералштаба Војске Србије.

## Одликовања
- Орден витешког мача, III степена (СРЈ).